# Swartzia corrugata
Swartzia corrugata är en ärtväxtart som beskrevs av George Bentham. Swartzia corrugata ingår i släktet Swartzia och familjen ärtväxter. Inga underarter finns listade i Catalogue of Life.